# Jorge Lino Romero
Jorge Lino Romero Santa Cruz (Luque, 23 de outubro de 1932) é um ex-futebolista paraguaio que atuava como atacante.

## Carreira
Jorge Lino Romero fez parte do elenco da Seleção Paraguaia de Futebol, na Copa do Mundo de  1958.